# Ег-Морт

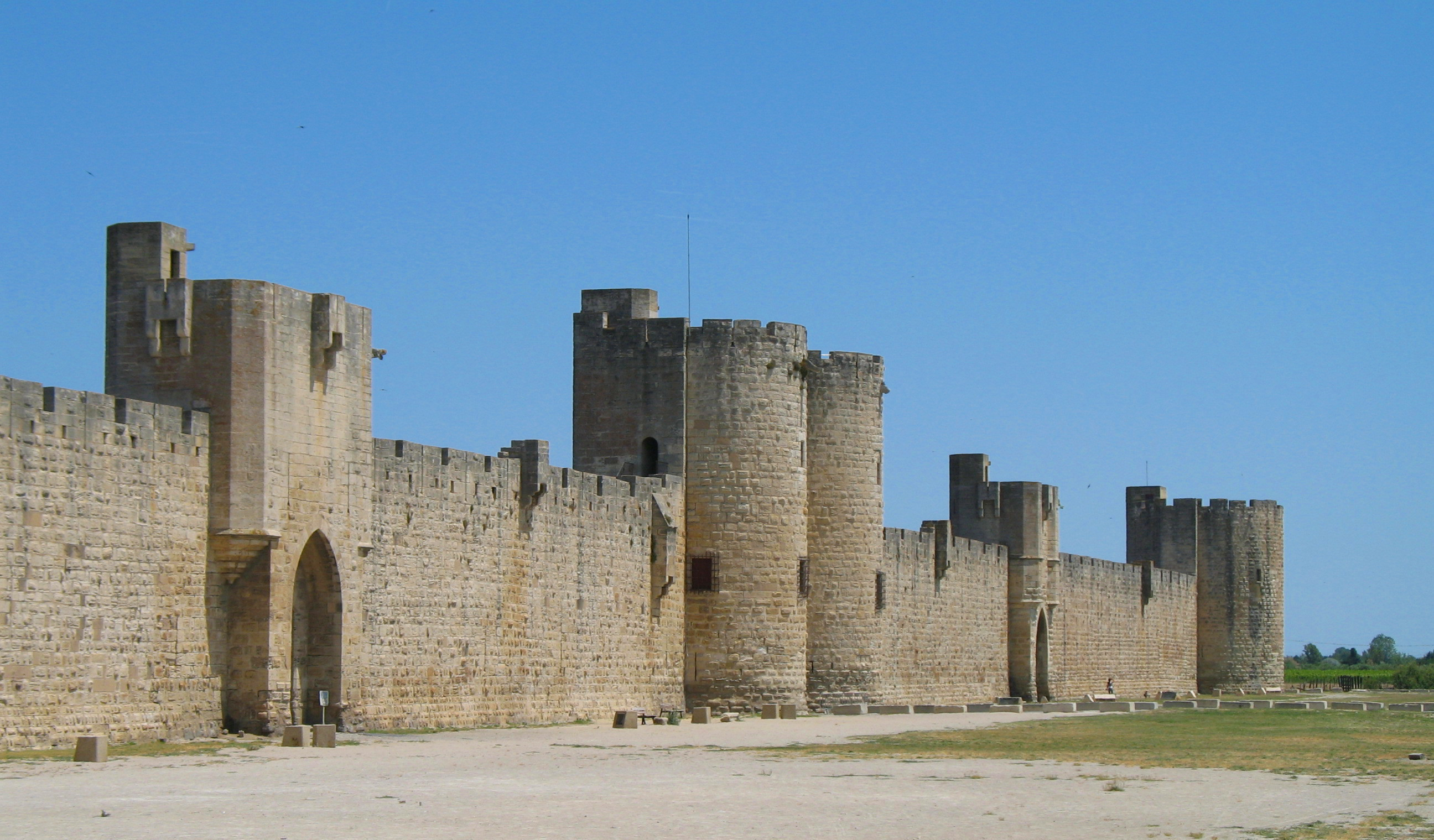
Міські мури та башти

Ег-Морт, Еґ-Морт (фр. Aigues-Mortes, «мертва вода») — сердньовічне місто-фортеця та однойменний муніципалітет у Франції, у регіоні Окситанія, департамент Гар. Населення — 8707 осіб (2022).

## Географія
Муніципалітет розташований на відстані близько 610 км на південь від Парижа, 26 км на схід від Монпельє, 33 км на південний захід від Німа.

## Історія
Місто-фортецю з стіною довжиною 1,8 км та 20 баштами заклав в 1240 році король Людовик-«Святий». Йому конче було потрібно мати власне місто-порт на узбережжі Середземного Моря, тому що порт Марсель тоді належав королю Неаполя.
До 2015 року муніципалітет перебував у складі регіону Лангедок-Русійон. Від 1 січня 2016 року належить до нового об'єднаного регіону Окситанія.

### Клімат
| Кліматограма Ег-Морт                                                                           | Кліматограма Ег-Морт | Кліматограма Ег-Морт | Кліматограма Ег-Морт | Кліматограма Ег-Морт | Кліматограма Ег-Морт | Кліматограма Ег-Морт | Кліматограма Ег-Морт | Кліматограма Ег-Морт | Кліматограма Ег-Морт | Кліматограма Ег-Морт | Кліматограма Ег-Морт |
| ---------------------------------------------------------------------------------------------- | -------------------- | -------------------- | -------------------- | -------------------- | -------------------- | -------------------- | -------------------- | -------------------- | -------------------- | -------------------- | -------------------- |
| С                                                                                              | Л                    | Б                    | К                    | Т                    | Ч                    | Л                    | С                    | В                    | Ж                    | Л                    | Г                    |
| 31 15 5                                                                                        | 33 15 7              | 45 22 11             | 54 22 10             | 19 33 16             | 15 35 20             | 6 39 23              | 24 36 21             | 52 29 18             | 39 21 14             | 88 19 12             | 57 17 9              |
| Середня макс. і мін. температури повітря (°C) Атмосферні опади (мм), за рік : 463 мм. Джерело: |                      |                      |                      |                      |                      |                      |                      |                      |                      |                      |                      |

## Демографія
Кількість населення міста — 8116 осіб (2009).
Динаміка населення ( ):
Розподіл населення за віком та статтю (2006):
| Стать | Всього | До 15 років | 15-24 | 25-44 | 45-64 | 65-85 | Понад 85 |
| --- | ------ | ----------- | ----- | ----- | ----- | ----- | -------- |
| Чоловіки | 3482   | 686         | 426   | 946   | 904   | 478   | 42       |
| Жінки | 3644   | 632         | 335   | 1080  | 909   | 588   | 100      |
| \| Статево-вікова піраміда \| Статево-вікова піраміда \| Статево-вікова піраміда \| \| ----------------------- \| ----------------------- \| ----------------------- \| \| Чоловіки \| Вік \| Жінки \| \| 42 \| 85 + \| 100 \| \| 109 \| 80-84 \| 147 \| \| 84 \| 75-79 \| 122 \| \| 155 \| 70-74 \| 168 \| \| 130 \| 65-69 \| 151 \| \| 230 \| 60-64 \| 193 \| \| 205 \| 55-59 \| 239 \| \| 226 \| 50-54 \| 247 \| \| 243 \| 45-49 \| 230 \| \| 272 \| 40-44 \| 343 \| \| 293 \| 35-39 \| 289 \| \| 230 \| 30-34 \| 289 \| \| 151 \| 25-29 \| 159 \| \| 163 \| 20-24 \| 130 \| \| 263 \| 15-20 \| 205 \| \| 222 \| 10-14 \| 201 \| \| 217 \| 5-9 \| 226 \| \| 247 \| 0-4 \| 205 \| |        |             |       |       |       |       |          |
| Статево-вікова піраміда |        |             |       |       |       |       |          |
| Чоловіки | Вік    | Жінки       |       |       |       |       |          |
| 42 | 85 +   | 100         |       |       |       |       |          |
| 109 | 80-84  | 147         |       |       |       |       |          |
| 84 | 75-79  | 122         |       |       |       |       |          |
| 155 | 70-74  | 168         |       |       |       |       |          |
| 130 | 65-69  | 151         |       |       |       |       |          |
| 230 | 60-64  | 193         |       |       |       |       |          |
| 205 | 55-59  | 239         |       |       |       |       |          |
| 226 | 50-54  | 247         |       |       |       |       |          |
| 243 | 45-49  | 230         |       |       |       |       |          |
| 272 | 40-44  | 343         |       |       |       |       |          |
| 293 | 35-39  | 289         |       |       |       |       |          |
| 230 | 30-34  | 289         |       |       |       |       |          |
| 151 | 25-29  | 159         |       |       |       |       |          |
| 163 | 20-24  | 130         |       |       |       |       |          |
| 263 | 15-20  | 205         |       |       |       |       |          |
| 222 | 10-14  | 201         |       |       |       |       |          |
| 217 | 5-9    | 226         |       |       |       |       |          |
| 247 | 0-4    | 205         |       |       |       |       |          |

## Економіка
2010 року серед 5423 осіб працездатного віку (15—64 років) 3922 були активними, 1501 — неактивною (показник активності 72,3%, у 1999 році було 68,3%). З 3922 активних мешканців працювали 3294 особи (1765 чоловіків та 1529 жінок), безробітними було 628 (270 чоловіків та 358 жінок). Серед 1501 неактивної 398 осіб було учнями чи студентами, 571 — пенсіонерами, 532 були неактивними з інших причин.

У 2010 році в муніципалітеті числилось 3855 оподаткованих домогосподарств, у яких проживали 8873,0 особи, медіана доходів виносила 17 787 євро на одного особоспоживача

## Галерея зображень

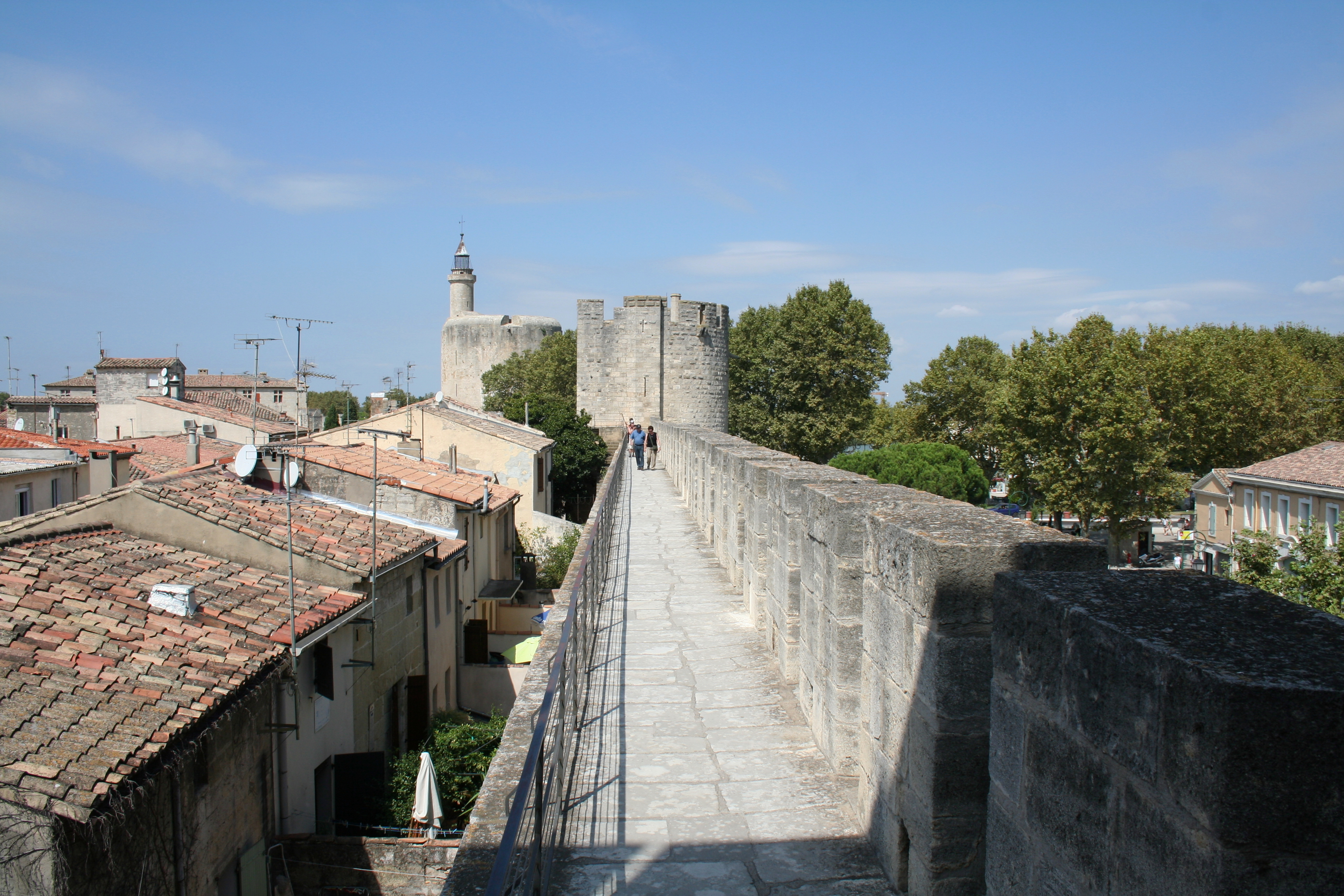
Доріжка на мурі для охорони міста
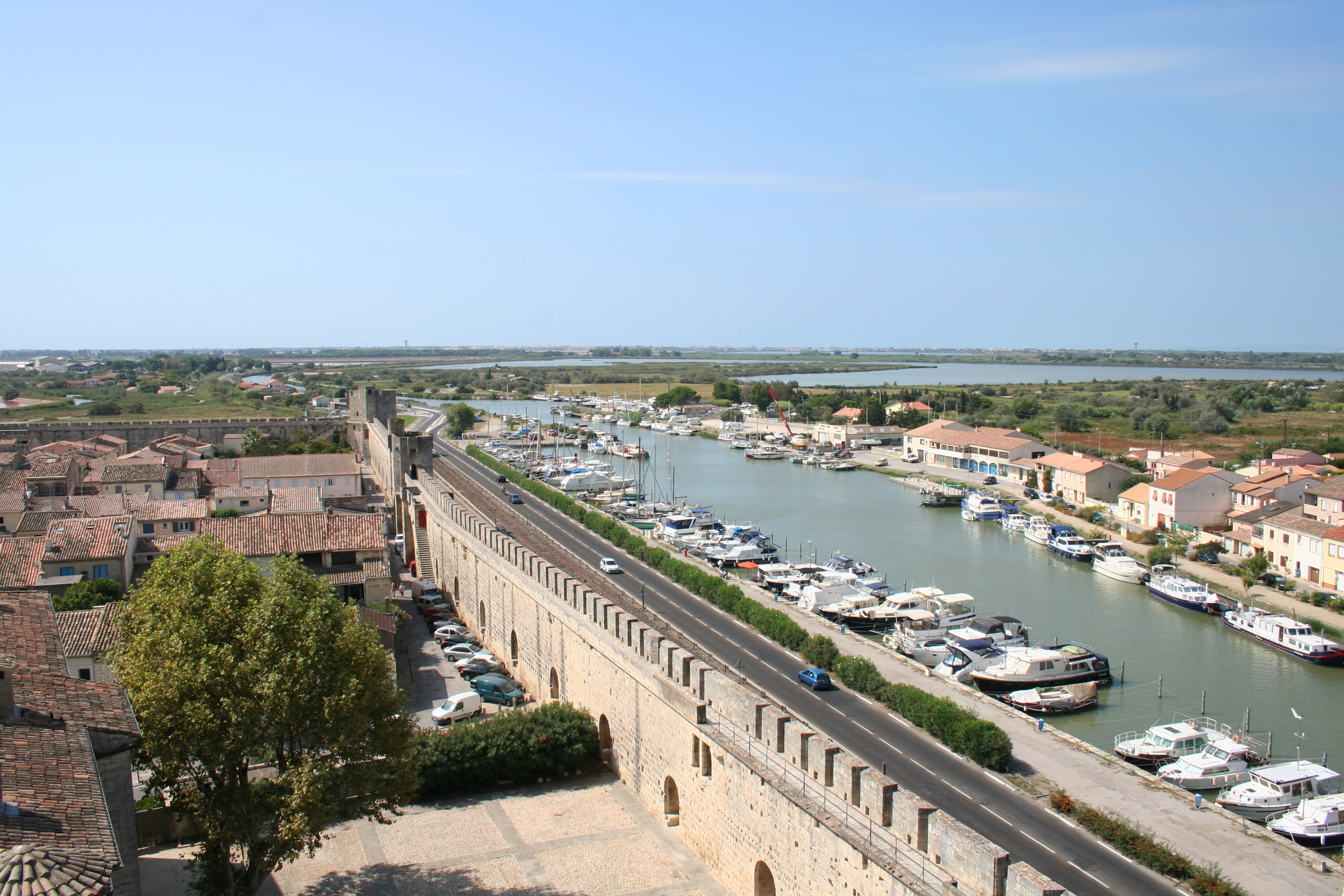
Стоянка яхт за межами муру
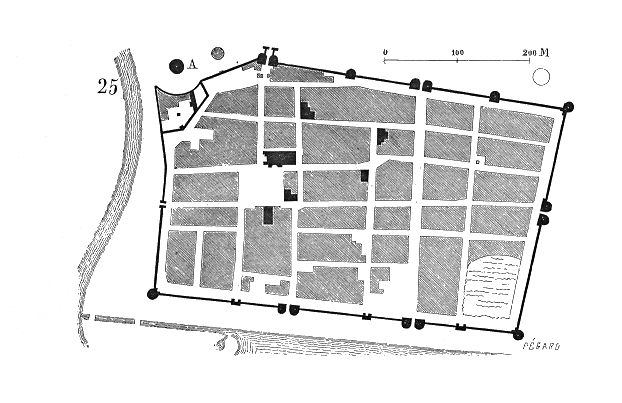
План центру міста
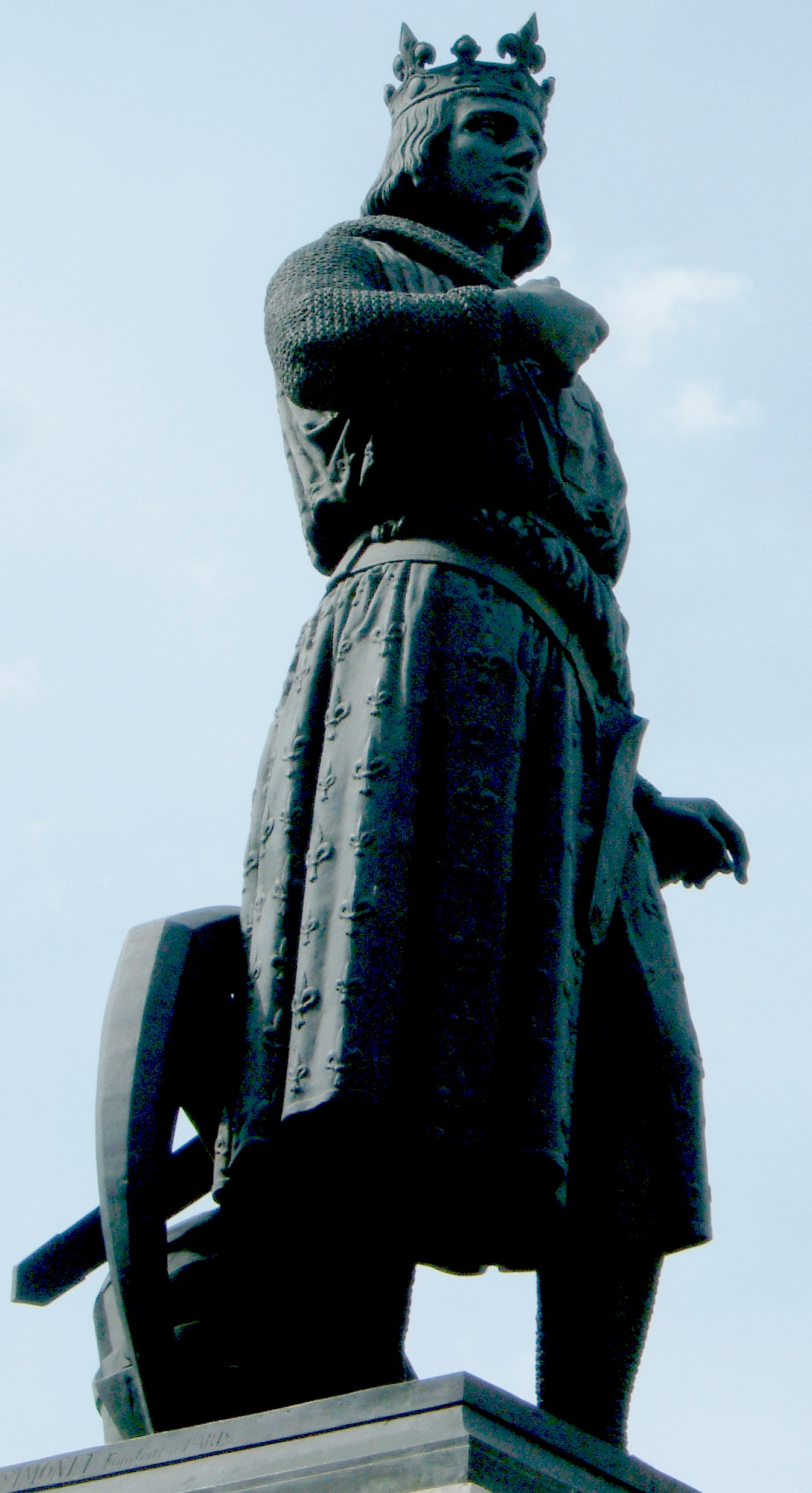
Статуя засновника міста Людовика ІХ.
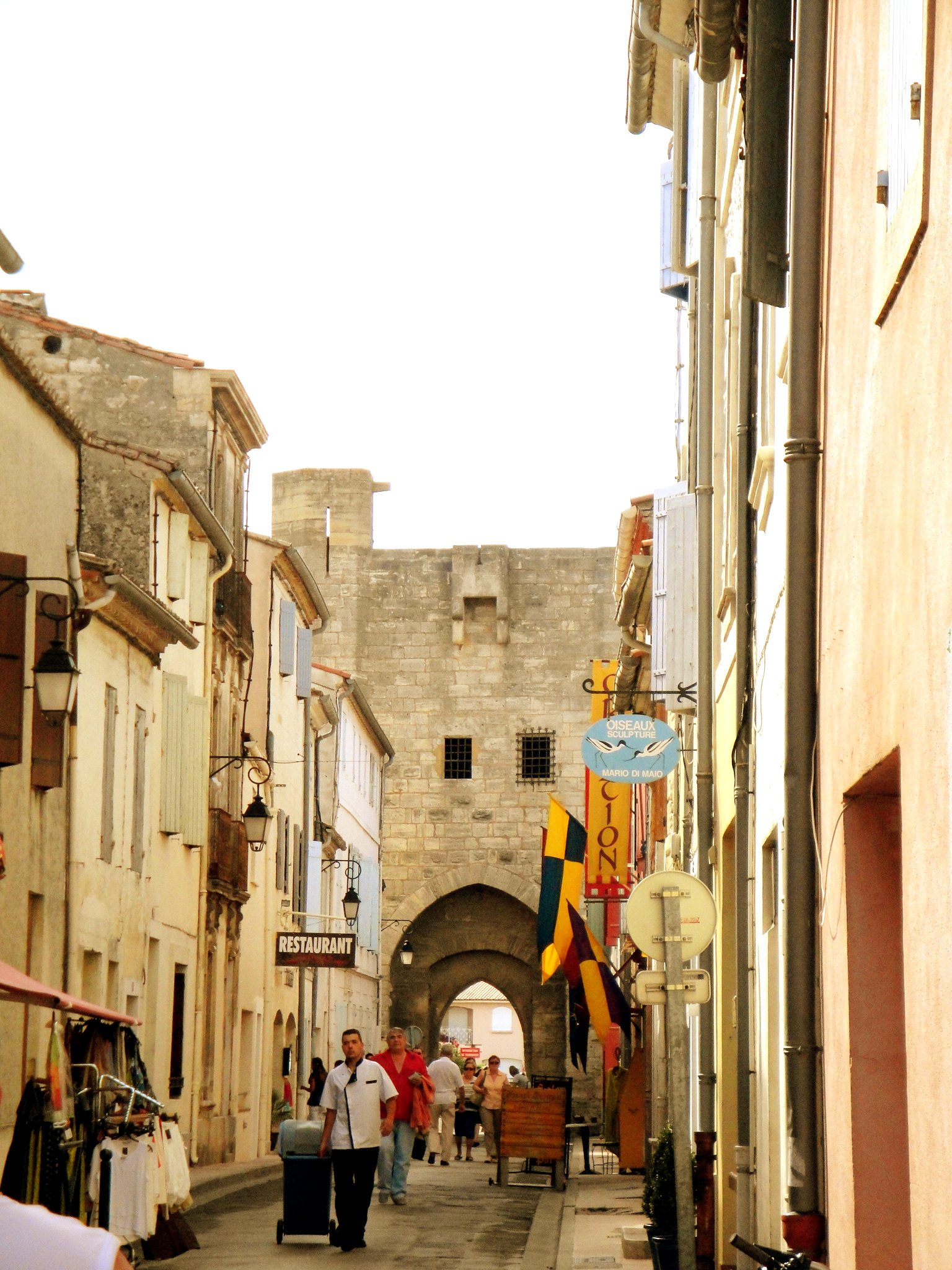
Вузькі середньовічні вулиці міста